# Mstislav Rostropovitch
Mstislav Leopoldovitch Rostropovitch (en russe : Мстислав Леопольдович Ростропович, en polonais : Mstisław Rostropowicz), né le 27 mars 1927 à Bakou (RSS d'Azerbaïdjan, URSS) et mort le 27 avril 2007 à Moscou, est un violoncelliste et chef d'orchestre russe.
C'est un véritable virtuose qui a marqué le paysage international de la seconde moitié du XXe siècle. En tant que violoncelliste, il a interprété un nombre considérable d'œuvres (plus de cent premières) et a poursuivi durant sa vie l'objectif avoué de constituer pour son instrument un répertoire qu'il jugeait jusqu'alors insuffisant (en comparaison avec celui du violon par exemple).
Il s'est également fait connaître en tant que défenseur de la liberté d'expression et des valeurs démocratiques. Il est notamment connu pour avoir joué la sarabande de la 2e suite en ré mineur pour violoncelle de Bach (ou selon les versions une sonate de Bach avec son violoncelle) près du mur de Berlin à la suite de la chute de ce dernier en novembre 1989. Mstislav Rostropovitch a aussi été membre d'honneur du Club de Budapest.

## Musicien

### Débuts
Mstislav Rostropovitch est né à Bakou en Azerbaïdjan, de mère russe de confession juive et de père issu de la noblesse polono-biélorusse. Dès l'âge de 4 ans, il apprend le piano auprès de sa mère, pianiste confirmée, puis à dix ans, également le violoncelle auprès de son père Léopold, violoncelliste éclairé qui avait étudié auprès de Pablo Casals et lui-même fils de violoncelliste.
À treize ans, en 1940, il donne son premier concert en tant que soliste, où il interprète le Concerto pour violoncelle no 1 de Camille Saint-Saëns.
À seize ans, il entre au Conservatoire de Moscou où il étudie le piano et le violoncelle, mais aussi la direction et la composition et où il eut pour professeurs Simon Kozoloupoff, Vissarion Chebaline, Chostakovitch et Prokofiev. Durant cette période, il compose énormément, mais décide soudainement de se consacrer uniquement au violoncelle, à la suite du contact avec Chostakovitch et les répétitions de sa Huitième symphonie qui l'ont convaincu qu'il n'avait pas le talent de compositeur qu'il espérait.

### Premiers concerts
Il donne son premier concert de violoncelle en 1942 et obtient le Premier prix aux concours internationaux de Prague et Budapest en 1947, 1949 et 1950. En 1950, à l'âge de 23 ans seulement, il se voit remettre des mains de Joseph Staline la plus haute distinction civile qui existe alors en Union soviétique, le prix Staline. À l'époque, le musicien est déjà très connu dans son pays et parallèlement il a une intense activité de soliste, il enseigne au Conservatoire de Leningrad (actuellement Saint-Pétersbourg), puis à celui de Moscou. En 1955, il épouse une soprano du Bolchoï, Galina Vichnevskaïa. Sa carrière internationale (c'est-à-dire du côté Ouest) débute réellement en 1963 au Conservatoire de Liège (sous la direction de Kirill Kondrachine) et en 1964 lors d'un concert donné en Allemagne fédérale. Avant cette période, en octobre 1960, l'Orchestre national de Belgique l'avait accompagné dans le concerto de Dvorák. Dès lors, il effectue plusieurs tournées à l'Ouest où il rencontre des compositeurs tels que Benjamin Britten qui se mettent à composer pour lui au détriment du violoncelliste français Maurice Gendron. En 1967, il dirige Eugène Onéguine au Bolchoï, laissant ainsi éclater sa passion pour la direction et l'opéra.

### Exil
Promouvant l'art sans frontière, la liberté d'expression et les valeurs démocratiques, Mstislav Rostropovitch n'est pas très bien vu par le régime de Léonid Brejnev. Son amitié avec Alexandre Soljenitsyne et son soutien aux opposants au régime en place sont la cause d'une disgrâce officielle au début des années 1970 ; il est alors exclu de nombreux groupes musicaux. Rostropovitch, sa femme et leurs enfants obtiennent l'autorisation de quitter l'Union soviétique pour aller s'installer aux États-Unis en 1974. En 1978, il est officiellement déchu de sa citoyenneté soviétique par Léonid Brejnev pour « actes portant systématiquement préjudice au prestige de l'Union soviétique ». Il devient alors apatride. La famille déménage à Paris.

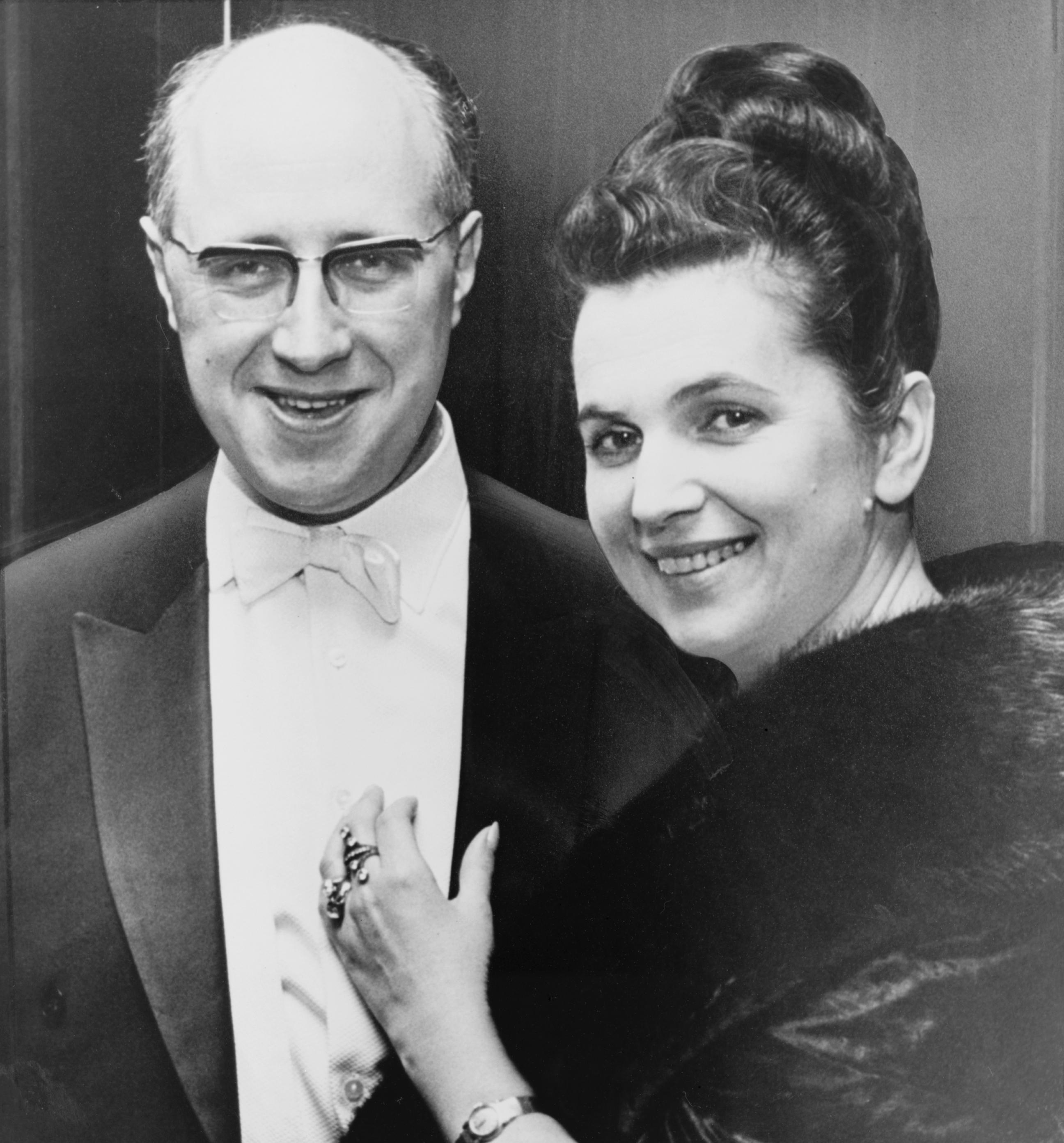
Avec Galina Vichnevskaïa

En 1977 est créé à Paris le concours de violoncelle qui porte son nom et dont il a présidé les jurys jusqu'à sa mort ; les premiers lauréats ont été Lluis Claret et Frédéric Lodéon.
De 1977 à 1994, il dirige l'Orchestre symphonique national (Washington).
Il est aussi le directeur et fondateur de nombreux festivals ( Rostropovitch Festival, etc.) et réalise de nombreux récitals et concerts et joue avec les plus grands (Richter, Horowitz, etc.). Il a suscité également de nombreuses créations de la part de Chostakovitch, Prokofiev, Britten, Dutilleux, Messiaen, Bernstein, Lutoslawski ou encore Penderecki.

### Engagement et retour
Sa prestation le 11 novembre 1989 aux toutes premières heures de la chute du mur de Berlin, assis sur une chaise devant un pan de mur, lui a valu d'être connu dans le monde entier, la scène ayant été filmée par des télévisions internationales. Il a joué un extrait d'une des Suites pour violoncelle seul de Jean-Sébastien Bach.
Le 16 janvier 1990, Mikhaïl Gorbatchev signe le décret de réhabilitation de Rostropovitch. Le violoncelliste s'implique dès lors dans la vie officielle de son pays, il soutient Boris Eltsine pendant la crise constitutionnelle en dirigeant le National Symphony Orchestra de Washington sur la Place Rouge ; il est aussi partisan de Vladimir Poutine, récusant les critiques contre ce dernier au sujet de la corruption ou de la liberté d'expression.
Grand officier de la Légion d'honneur française, chevalier de l'ordre de l'Empire britannique, membre de l'Académie des Arts et des Sciences des États-Unis, de l'Académie royale de Suède, de l'Académie royale de Grande-Bretagne, il est docteur Honoris Causa de quarante universités parmi les plus prestigieuses du monde (Yale, Princeton, Harvard, Oxford, Cambridge, etc.). En mars 1998, il devient Ambassadeur de bonne volonté pour l'UNESCO et soutient des projets éducatifs et culturels, ainsi que l'Appel international de l'UNESCO pour l'enseignement artistique dans les écoles. Avec sa femme, Galina Vichnevskaïa, Mstislav Rostropovitch crée la fondation Vishnevskaïa-Rostropovitch dont le but est de stimuler des activités et des projets sociaux, comme un programme de vaccination en Azerbaïdjan. Il crée également la Fondation Rostropovitch pour la musique et l'enfance.
Il meurt d'un cancer à l'hôpital du Centre scientifique d'oncologie Nikolaï Blokhine de Moscou le 27 avril 2007, un mois après avoir célébré ses quatre-vingts ans, et quatre jours après le décès de son ami l'ex-président russe Boris Eltsine. Son corps est exposé dans la cathédrale du Christ-Sauveur pour recevoir les hommages. Le 29 avril une cérémonie a lieu en la cathédrale en présence de nombreuses personnalités russes dont le président Vladimir Poutine, la veuve de Boris Eltsine, Naïna Eltsina, l'épouse de l'écrivain dissident Alexandre Soljenitsyne, Natalia Soljénitsina et étrangères, le président de l'Azerbaïdjan Ilham Aliyev et son épouse Mehriban Aliyeva, la reine Sophie d'Espagne et l'épouse du président de la République française Bernadette Chirac. Il est enterré au cimetière de Novodevitchi, comme Dmitri Chostakovitch et Prokofiev avant lui. Il laisse deux filles, Olga et Elena.

## Influence

### Rostropovitch et Prokofiev

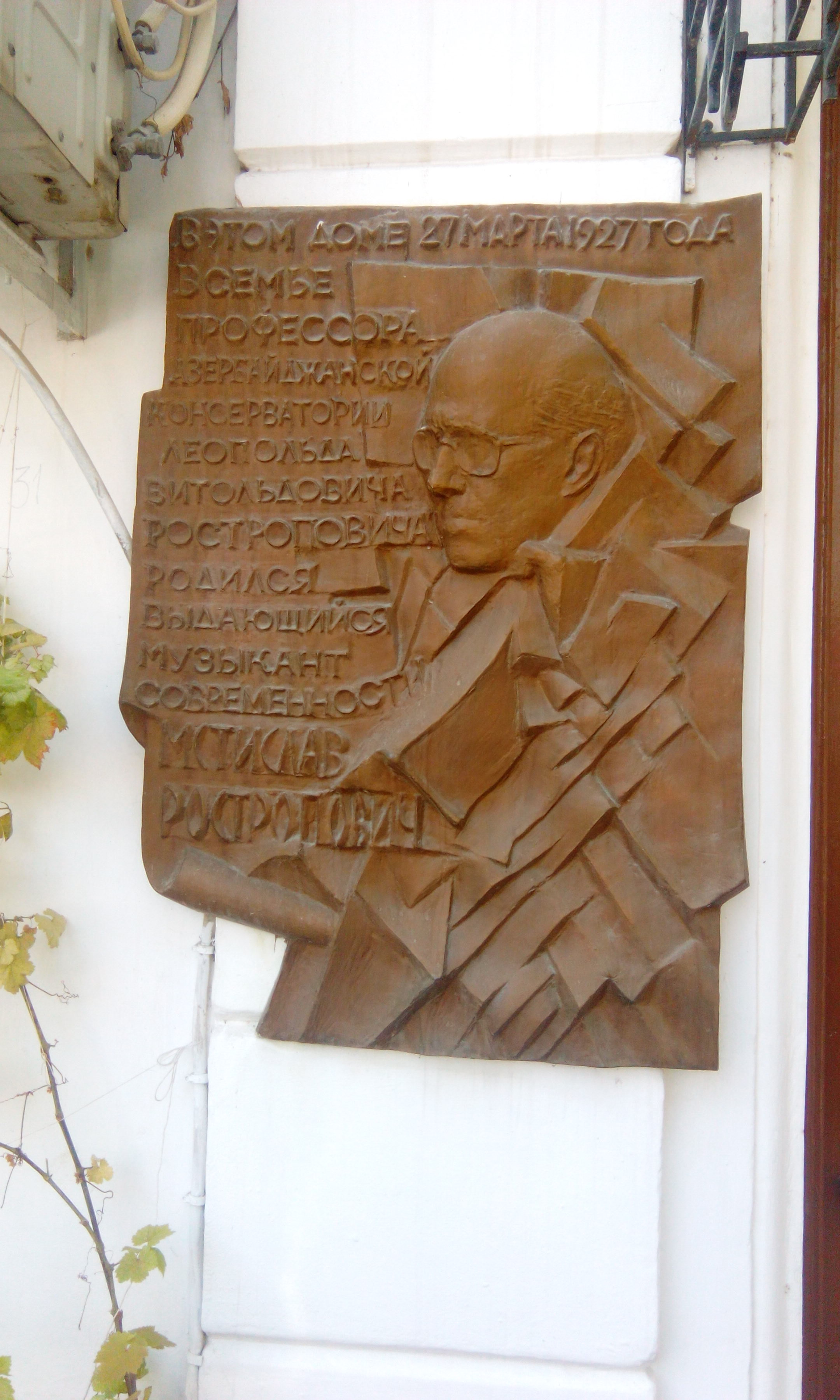
Plaque sur le bâtiment où Mstislav Rostropovich a vécu à Bakou.

L'histoire ne se montre pas tendre avec Prokofiev : l'image de compositeur officiel envahit ses biographies mal informées. On oublie souvent que l'écriture de Zdravitsa, ode aux 60 ans de Staline, et d'autres œuvres « officielles », furent d'abord motivées par la prise en otage de Lina, sa première femme, et de leurs deux fils, en Sibérie[réf. nécessaire]. On oublie aussi que si d'autres ont pu bénéficier de la détente imposée par Khrouchtchev pour racheter leur musique de propagande par de puissantes représentations musicales de la terreur, Prokofiev mourut le 5 mars 1953, cinquante minutes avant son bourreau[réf. nécessaire]...
Cela eût pu être pire : la deuxième purge stalinienne le condamna publiquement et de fait le conduisit à la misère. Par chance, Rostropovitch força Tikhon Khrennikov, secrétaire général de l'Union des compositeurs, à fournir 5 000 roubles. Le garde-manger de Prokofiev dut beaucoup au violoncelliste caucasien. Son talent et son amitié amenèrent naturellement Prokofiev à lui écrire la symphonie concertante op. 125 (sur la base du concerto op. 58). D'ailleurs, nous pouvons dire sans exagérer que Rostropovitch collabora à l'écriture, faisant découvrir au compositeur toute l'étendue des possibilités expressives de l'instrument.
La mort du compositeur laissa une ébauche pour violoncelle et piano de l'opus 132 : un Concertino pour violoncelle. Rostropovitch avait encore en mémoire les conversations qu'ils eurent au sujet de l'œuvre et prit sur lui d'en achever l'écriture. Après la création, en décembre 1956, il demanda à Dmitri Kabalevski de l'orchestrer et la version finale fut donnée le 18 mars 1960.
« Je peux vous dire une vacherie, c'est fou comme vous me ressemblez » dit Prokofiev à Rostropovitch.

### Rostropovitch et Chostakovitch
Pendant la Seconde Guerre mondiale, Rostropovitch avait été évacué avec sa famille à Orenbourg dans l'Oural et même s'il n'avait pas le droit en 1943 de retourner à Moscou, Chebaline, le directeur du conservatoire, un ami de son père, a pu souvent l'y faire venir avec sa famille. Chebaline l'inscrivit au conservatoire de Moscou en violoncelle et en composition à l'âge de seize ans alors que le règlement exigeait que les élèves aient dix-huit ans. Chostakovitch, au sommet de sa gloire car il venait de composer sa Septième symphonie pendant le siège de Léningrad, enseignait l'orchestration. Rostropovitch qui rêvait de devenir son élève a obtenu de pouvoir lui jouer un concerto pour piano qu'il avait composé. Sa prestation a plu à Chostakovitch et il est entré dans sa classe. L'érudition musicale extraordinaire du maître émerveillait son élève et leur relation s'est peu à peu muée en une véritable proximité, jouant souvent ensemble à quatre mains les symphonies de Mahler. Chostakovitch a accompagné les premières récompenses du jeune violoncelliste.

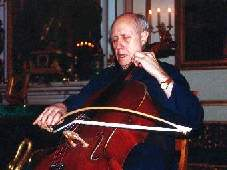
Mstislav Rostropovitch avec l'archet BACH 1999

En décembre 1945, Rostropovitch a participé au premier grand concours d'après-guerre organisé en Union soviétique dont le jury était présidé par le grand compositeur et, à l'âge de dix-huit ans à peine et devant de très nombreux compétiteurs, il a remporté le premier prix de violoncelle (ex-aequo avec le pianiste Sviatoslav Richter). À l'issue du concours, Chostakovitch s'adresse à lui : « Slava, vous êtes fatigué. Je pars en vacances avec ma famille dans une maison de compositeur et je vous invite à venir vous reposer avec moi ». Durant deux semaines, il partage la vie de la famille (Dmitri, Nina, et leurs deux enfants) à Ivanovo, non loin de Moscou (Chostakovitch lui offre à cette occasion son premier smoking, qu'il a gardé jusqu'à son expulsion en 1974).
Leur amitié s'affirme et ne faiblira pas. Chostakovitch a dédicacé à Rostropovitch ses deux concertos pour violoncelle. Lui qui ne montrait jamais à personne ses œuvres avant leur achèvement lui laissa lire le Deuxième Concerto alors en cours d'écriture ; et alors qu'il supportait mal qu'on intervînt dans son travail, il intégra les quelques indications que le violoncelliste lui fit au sujet des cadences.
Rostropovitch fut aussi parfois le confident du compositeur, comme en ce jour de 1960, alors que rentrant d'une série de concerts, il est demandé par Chostakovitch qui veut lui faire écouter un enregistrement des répétitions du Huitième Quatuor par le Quatuor Beethoven. « Enfin, j'ai écrit une œuvre que je voudrais qu'on joue à mon enterrement », lui confie-t-il.
L'admiration de Rostropovitch pour son ancien professeur ne s'est jamais démentie. Il a acheté et fait rénover à Saint-Pétersbourg l'appartement dans lequel Chostakovitch a vécu de 1914 à 1934. Il y a réuni une grande quantité de documents et de souvenirs ayant appartenu au compositeur pour y créer un musée qui lui est consacré au numéro 9 de la rue Marat.

### Rostropovitch et les dissidents (Soljenitsyne, Sakharov…)
Dès 1969, le couple Rostropovitch-Vichnevskaïa soutient le romancier Alexandre Soljénitsyne, en lui permettant de vivre dans leur datcha en dehors de Moscou mais aussi en écrivant en 1970 une lettre ouverte à Léonid Brejnev pour la Pravda (lettre qui n'est pas publiée) protestant contre des restrictions soviétiques sur la liberté culturelle et dénoncer avec lui, l'existence des camps d'emprisonnement de l'archipel du Goulag.
Au début des années 1970, ils ont également pris la défense d'Andreï Sakharov.
Bien avant leur exil, le couple était en butte aux autorités soviétiques et séjournait chez Louis Aragon lorsqu'il passait à Paris afin d'échapper aux surveillances du KGB. Aussi, fin 1970, peu de temps après la mort d'Elsa Triolet, «Slava» vint au Moulin de Villeneuve jouer, un soir devant sa tombe, la sarabande de la suite n° 5 de Bach. À la suite de cette soirée, Aragon lui composa un poème, « Chant pour Slava ».
Ces actions eurent comme conséquence immédiate pour Rostropovitch et Vichnevskaïa l'annulation de leurs concerts et de tous leurs projets d'enregistrement, ainsi que de leurs voyages à l'étranger. Plus tard, en 1974, des visas de sortie leur sont accordés qui leur permettent d'entrer en exil, et quatre ans plus tard, ils sont déchus de leur citoyenneté soviétique.

## Hommages
- Mstislav Rostropovitch a donné son nom à la promotion 2008 de l’Institut d’études politiques de Strasbourg.
- À Paris, une rue porte son nom depuis 2013.
- (4918) Rostropovitch, astéroïde
- L'unique auditorium du conservatoire Claude-Debussy dans le 17e arrondissement de Paris porte son nom.
- La maison-musée de Leopold et Mstislav Rostropovich, à Bakou, est installée dans la maison où ils ont vécu de 1925 à 1931.
- L'auditorium de Beauvais est renommé en son honneur après le concert du maestro dans la ville en mai 2003[13].

## Discographie
Mstislav Rostropovitch a réalisé de très nombreux enregistrements d'œuvres que ce soit en soliste, en musique de chambre ou autre, interprétant de très nombreux compositeurs. Rien que sur le marché français, son nom figure sur plus de 70 disques compacts audio.

## Instruments
« La musique moderne exige des sons différents - souvent plus sévères afin que le son du violoncelle puisse s'élever au-dessus de l'orchestre. Mon Stradivarius est d'une beauté incroyable, mais en tant qu'artiste je ne suis pas toujours à la recherche d'une belle sonorité, et j'utilise des instruments modernes le cas échéant. »

— M. Rostropovitch
En 1969, il acquiert le Stradivarius Visconti da Madrona.
En 1974, il acquiert le Stradivarius Duport, fabriqué par Antonio Stradivari en 1711 et qui passa successivement dans les mains de Jean-Pierre Duport et Auguste-Joseph Franchomme. C'est avec Étienne Vatelot qu'il se rendit aux États-Unis pour acheter le Duport. L'anecdote veut que le violoncelliste et le luthier qui l'expertisaient apprirent que le testament de Gerald Warburg précisait que l'héritier ne pouvait le vendre, sinon à Mstislav Rostropovitch.
En 2004, il acquiert un instrument fabriqué en 1740 par Pietro Guarneri.
Autres instruments
- un Storioni
- un Goffriller
- un Peresson
- un Vatelot

## Décorations
- Grand officier de la Légion d'honneur
- Grand cordon de l'ordre de Léopold
- Grand officier de l'ordre du Mérite de la République italienne‎
- Commandeur de l'ordre d'Isabelle la Catholique
- Commandeur de l'ordre du Dannebrog
- Commandeur de l'ordre de Saint-Charles
- Commandeur de l'ordre du Mérite de la République italienne‎
- Commandeur de l'ordre de Mérite du grand-duché de Luxembourg
- Commandeur de l'ordre des Arts et des Lettres
- Commandeur de l'ordre du Phénix
- Officier de l'ordre du Soleil levant
- Grand-Croix de l'ordre de Sant'lago de l'Épée
- Commandeur de l'ordre du Grand-duc Gediminas
- Chevalier commandeur honoraire de l'Ordre de l'Empire britannique

## Honneurs
- Prix Staline
- Prix international de Catalogne (1992)
- docteur honoris causa de l'université Paris-Sorbonne (1994)
- Prix Polar Music (1995)
- Décoration Konex de la Fondation Konex en Argentine (2002)
- Il a donné son nom à trois écoles de musique notamment celle du conservatoire de Moscou et celle de l'école Rostropovitch Landoski à Cogolin.
- (4918) Rostropovitch, astéroïde nommé en son honneur.
- Dans le 17e arrondissement de Paris, une rue est nommée en son hommage.